# Cornelia Dornbrack
Cornelia Dornbrack (* 28. Juni 1952) ist eine ehemalige deutsche Leichtathletin, die Ende der 1960er und Anfang der 1970er Jahre für den Sportklub SC Neubrandenburg startete und sich auf Sprint- und Mittelstrecken spezialisiert hatte.
Am 28. September 1969 war sie in Neubrandenburg an einem (inoffiziellen) Weltrekord im 4-mal-800-Meter-Lauf einer Staffel des Sportklubs SC Neubrandenburg beteiligt (9:04,2 min: Elke Klatte, Edda Klatte, Cornelia Dornbrack, Elvira Fischer).
Als Bestzeiten erreichte sie 59,7 s im 400-Meter-Lauf (1970), 2:15,9 min im 800-Meter-Lauf (1969), 4:41,2 min im 1500-Meter-Lauf (1969) und 30,9 s im 200-Meter-Hürdenlauf (1969).